# Episodi di Yattaman
Questa è la lista degli episodi di Yattaman, due serie televisive anime prodotte da Tatsunoko e appartenenti alla serie Time Bokan. La serie originale è stata trasmessa in Giappone su Fuji TV dal 1º gennaio 1977 al 27 gennaio 1979 per un totale di 108 episodi. Un remake di 60 episodi è poi andato in onda su Yomiuri TV dal 14 gennaio 2008 al 27 settembre 2009.

## Prima serie - 1977
| Nº  | Titolo italiano Giapponese 「Kanji」 - Rōmaji | In onda           | In onda  |
| Nº  | Titolo italiano Giapponese 「Kanji」 - Rōmaji | Giapponese        | Italiano |
| 1   | Yattaman entra in azione 「ヤッターマン出動だコロン」 - yattaman shutsudō da koron | 1º gennaio 1977   | 1983     |
| 1   | Nella cantina di un negozio di giocattoli due ragazzini, Ganchan e Janet, stanno costruendo un robot a forma di cane; contemporaneamente i tre gestori di un ristorante, Miss Dronio, Boyakki e Tonzula, ricevono per posta una torta, dalla quale esce un teschio nero parlante che afferma d'esser il re dei ladri, ovvero il Dottor Dokrobei. Uno dei suoi antenati, dopo aver nascosto il favoloso tesoro da lui accumulato, ne impresse l'ubicazione nella "Pietra Dokrostone", che divise poi in quattro pezzi: uno lo possiede già Dokrobei, gli altri li devono rintracciare loro tre. Il trio Drombo assume così il suo primo incarico, quello di procurarsi uno dei pezzi della pietra che si trova in una cassetta di sicurezza alla banca nazionale americana con sede a New York, e partono col loro strano robot formato con pezzi di padelle da cucina assemblati. Ma Robbie Robbie, il robottino a forma di dado da gioco, ha udito tutto e può quindi correre ad avvisare del pericolo gli "Yattaman": Ganchan e Janet a bordo di Yatta Can corrono al loro inseguimento. La tragicomica battaglia si conclude con un esercito di coccodrilli verdi miniaturizzati che, usciti dalla bocca di Yatta Can, ben presto mettono fuori combattimento il robot-padella. L'indicazione di Dokrobei era errata, difatti quello conservato alla banca non era un frammento della dokrostone, bensì d'un osso di balena: ma il ladro misterioso non vuol sentire scuse di sorta e punisce i tre inetti per aver fallito nella missione loro affidata gettandoli in un fiume. |                   |          |
| 2   | Il naso della Sfinge 「プジィプトの水売り娘だコロン」 - pujiiputo no mizu uri musume da koron | 8 gennaio 1977    | 1983     |
| 2   | Il ristorante del trio Drombo si è trasformato in una pasticceria, ma dall'interno di una torta esce il teschio di Dokrobei che li manda in Egitto; difatti un frammento della pietra è stato localizzato all'interno di una delle narici della Sfinge. Ganchan, che ha udito tutto, può farli inseguire da Yatta Can; purtroppo appena arrivano notano con disappunto che alla Sfinge manca il naso. Venuti a sapere che se l'è procurato un certo Hassan si dirigono nel vicino villaggio alla sua ricerca; lungo la strada una vecchia venditrice di souvenir li informa che può procurarsi il naso. I tre la seguono di nascosto ed arrivano alla casa di un ragazzo che, guarda caso si chiama proprio Hassan; egli è colui che produce per la venditrice souvenir falsi, con l'intento di guadagnar abbastanza soldi per potersi sposare con la sua bella. Ma mentre il giovane sta costruendo il naso ecco presentarsi Yatta Can e immediatamente dopo il trio Drombo che guida un robot-torta: inizia la battaglia e dalla bocca di Yatta Can esce un esercito di formichine robotiche armate di martello e scalpello che iniziano senza esitazione a fare a pezzi l'avversario. Come punizione per essersi lasciati battere così indegnamente Dokrobei li getta in un vortice di sabbia nel bel mezzo del deserto. |                   |          |
| 3   | L'ombrello del re 「フロダリビーチの大王だコロン」 - furodaribichi no daiō da koron | 15 gennaio 1977   | 1983     |
| 3   | Il dottor Dokrobei è convinto che l'ombrello del re Giocongo LVV sia in realtà il nascondiglio della mappa che indicherebbe l'ubicazione esatta per un frammento della Pietra; perciò spedisce una diapositiva nascosta in un ombrello ai suoi scagnozzi, istruendoli sulla missione. Il trio nel frattempo cerca di racimolare il denaro sufficiente al completamento del robot vendendo stravaganti ombrelli, ma complice la giornata di sole, non guadagnano nulla. Allora l'astuto Boiakki installa sul soffitto una macchina per la pioggia, che il forzuto Tonzura aziona girando una manovella. I nostri eroi, accortisi dell'ennesima truffa, anticipano il trio giungendo per primi sull'isola del sovrano con l'ausilio di Yatta Can. Qui trovano il nipotino del re, in ansia per il nonno, e mentre gli chiedono dove sia, il trio Drombo irrompe sulla scena dentro un buffo robot dalle sembianze di uno scarpone, recante un ombrello in cima e un altro sulla punta. Presto comincia lo scontro corpo a corpo e Yattaman e socia hanno la meglio su Boiakki e Tonzura; quindi si passa allo scontro tra robot e Yatta Can sputa dalla sua bocca delle piccole tartarughine robot che riducono a brandelli lo scarpone, sconfiggendo Drombo. Giocongo LVV si ricongiunge al nipotino e svela che l'ombrello, in realtà, era il nascondiglio di un serpentello che il re usava come difesa personale. Miss Dronio, che aveva già scoperto l'animale, cerca di evitare la punizione di Dokrobei perché il trio non ha fallito del tutto, poiché l'informazione era sbagliata; ma il dottore non vuole sentire ragioni e li bombarda con delle noci di cocco. |                   |          |
| 4   | Avventura al Polo 「北極海のアザラシだコロン」 - hokkyoku umi no azarashi da koron | 22 gennaio 1977   | 1983     |
| 4   | Ganchan e Janet sono interessati agli articoli sportivi e ne vogliono acquistare qualcuno; allora, girando per la città, incrociano di nuovo il trio Drombo intento nell'ennesima truffa : stanno cercando di vendere articoli sportivi. Non appena hanno racimolato il denaro necessario per il robot-sportivo (un gigante pattinatore), ricevono le nuove istruzioni da Docrobei per cercare un frammento della pietra che a suo dire si trova ad Eskimo Polo Nord. Giunti sul posto Miss Dronio, Boiakki e Tonzura si imbattono in un anziano ammaestratore di cani che, costretto, li informa che il frammento è in possesso di una foca. Ganchan e Janet, a bordo di Yattacan, raggiungono l'isola a loro volta, ma vi trovano solo i cani che indicano loro la pista da seguire; anche perché l'anziano comincia a suonare un flauto da richiamo. La melodia non è udita solo dai cani, ma anche da un branco di foche e tra di esse c'è proprio la foca con il frammento della pietra al collo. In quel momento il trio è raggiunto dalla squadra Yattaman e lo scontro ha inizio. Dopo la solita fase corpo a corpo, lo scontro tra i robot vede in vantaggio quello del trio Dronio, ma Yattacan, grazie al tonico lanciato da Ganchan, riesce a vincere lo scontro con dei piccoli robot-ippopotami che inchiodano al suolo il robot-sportivo con del cemento. Per liberarsi, Boiakki, preme il tasto dell'autodistruzione, e il trio, approfittando della confusione riesce a fuggire. Alla fine, il trio Drombo, si rende conto che in realtà il frammento non è altro che un osso di dinosauro e nonostante tutto, il dottor Docrobei li punisce ancora. |                   |          |
| 5   | Il falso profeta 「イルカ王国の宝だコロン」 - iruka ōkoku no takara da koron | 29 gennaio 1977   | 1983     |
| 5   | Questa volta in malvagio trio è intento nella "gestione" di un negozio di strumenti musicali, quando Tonzura trova un misterioso carillon. Miss Dronio vuole venderlo credendolo di valore, ma accidentalmente cade in terra e si apre. Con loro sorpresa si tratta dell'ennesimo messaggio del dottor Dokrobei che questa volta informa i suoi scagnozzi che il frammento si trova nel sudovest asiatico. Janet, che aveva acquistato uno strumento fasullo, avverte l'amico Ganchan dei movimenti del malvagio trio. A bordo di un robot-musicale a forma di grancassa con due tromboni a mo' di corsa, Drombo raggiunge un castello in stile persiano e qui un usurpatore tiene in ostaggio il padre di Miriam, la figlia di un esperto di petrolio; l'uomo è stato arrestato a causa di un falso profeta che ha plagiato il re per appropriarsi del tesoro. Il lestofante si mette subito in combutta col trio Drombo, ma miss Dronio è solo interessata alla pietra; allora la squadra Yattaman entra in azione. Con uno stratagemma i nostri eroi penetrano a palazzo e liberano il padre di Miriam e nel frattempo smascherano il falso profeta che nel turbante nascondeva dei gioielli al posto della fantomatica pietra; comincia così l'ennesimo scontro tra i buoni e i cattivi che in un primo momento hanno il sopravvento grazie all'onda d'urto provocata dalla grancassa; ma Yattacan, con l'aiuto di due tonici e con l'esercito di micro robot-topo, ha nuovamente la meglio. Naturalmente la Dokrostone non è neppure qui e Dokrobei, non sentendo ragioni, punisce il trio Drombo ancora una volta. |                   |          |
| 6   | Palazzo del sole 「トンカの神殿を守るコロン」 - tonka no shinden wo mamoru koron | 5 febbraio 1977   | 1983     |
| 6   | Il nostro famigerato trio Drombo "gestisce" un'officina truffando gli ignari clienti; alla fine, smontando le auto che dovrebbero riparare assemblano il robot-auto. Il dottor Docrobei, servendosi di un'auto guasta, indica la nuova posizione del frammento della pietra Docrostone che tramite le sue ricerche dovrebbe trovarsi nel Palazzo del Sole situato nell'impero Yunka. Ganchan e Janet, girovagando per il paese, s'accorgono della falsa officina e, come al solito, decidono di intervenire. Arrivati sul posto, il trio si imbatte in un gruppetto di arcieri armati fino ai denti e determinati a difendere il palazzo. Drombo li sconfigge facilmente mettendoli in fuga, ma proprio in quel momento, Yattaman arriva in soccorso degli arcieri e comincia la battaglia. Il trio "sconfitto", si fa seppellire nel tempio e terminata la cerimonia, ne approfitta per esplorare il palazzo. Giunti nei sotterranei non trova niente e quindi fugge dal tempio, ma all'entrata li aspetta Yattaman. Tonzura e Boiakki hanno la peggio e si rifugiano nel robot-auto e cominciano il contrattacco. Yattacan risponde con delle micro robot-puzzole che penetrano nel robot-auto distruggendolo dall'interno. Il trio riesce nuovamente a fuggire, ma Docrobei li intercetta ancora e li punisce gettandoli in un fiume infestato dai coccodrilli. I tesori custoditi nel Palazzo del Sole sono salvi. |                   |          |
| 7   | Il carnevale di Rio 「レオのカーニバルだコロン」 - reo no kanibaru da koron | 5 febbraio 1977   | 1983     |
| 7   | In città si è aperto un finto negozio di fiori gestito come al solito dal trio Drombo. Mentre i nostri cattivi stanno sistemando gli articoli, il dottor Docrobei, attraverso una farfalla robot, li informa che la pietra Docroston si trova nella corona che spetterà come premio alla vincitrice del concorso di bellezza del Carnevale di Rio. Robi-robi, il robottino dei Ganchan e Janet, intercetta il messaggio di Docrobei e insieme escogitano un piano per sabotare il trio. Nel frattempo Boiakki propone a Miss Dronio di iscriversi al concorso affinché sia più facile aggiudicarsi la "corona". Giunti in Brasile sul robot-cactus, Boiakki prende il posto del Giudice capo e con Tonzura ipnotizza i restanti giudici. La vittoria di Miss Dronio è ormai certa; ma Yattaman è già arrivato. Robi-robi, di soppiatto, taglia la paletta di Boiakki e la vincitrice è un'altra concorrente, ma Dronio le sfila la corona e fugge via con i suoi scagnozzi; Yattaman e Yattacan di gettano all'inseguimento cominciando la prima fase dello scontro, dove, Boiakki e Tonzura, armati di un fucile spara aghi, attacca il duo che naturalmente la meglio. Il robot-cactus acceca Yattacan con un gas, ma Janet riesce comunque a passarli il tonico. Allora il nostro robot, con l'aiuto di micro robot-tartarughe, comincia il contrattacco. Alla fine si scopre che la corona era di ceramica e il trio, accusato ancora una volta e ingiustamente da Docrobei, viene punito con uno sciame di api. I festeggiamenti per la nuova reginetta possono iniziare. |                   |          |
| 8   | L'uomo dell'Himalaya 「イマラヤの雪男だコロン」 - imaraya no yukiotoko da koron | 19 febbraio 1977  | 1983     |
| 8   | Quest'oggi il trio Drombo si dedica di odontoiatria e il nuovo messaggio di Docrobei proviene da una dentiera. Il nostro dottor è sicuro che il frammento della Pietra si trova sull'Himalaya; il trio lo raggiunge sul robot-pesce. Fortunatamente Ganchan (che accusa un mal di denti) e Janet passano di lì e sventano l'ennesimo piano e partono sulle montagne sul fido Yattacan. Arrivati sulla cima della catena montuosa, il nostro trio si imbatte nell'Uomo delle Nevi che casualmente indossa un "braccialetto" molto simile alla pietra Dokrostone. L'abominevole uomo peloso afferra i nostri amici apparentemente con intenzioni bellicose, ma in realtà li porta in una caverna in cui si trova un uomo ferito e il mostro li "scongiura" di aiutarli. Curiosamente Tonzura, al quale il mostro somiglia moltissimo, riesce a convincere l'uomo delle nevi a cercare l'erbe curative per l'uomo ferito e lasciare il braccialetto nella caverna. Il trio lo recupera e fugge via, ma l'uomo ferito rinviene e gli implora di lasciare stare il braccialetto perché è parte di un'importane tesoro, ma invano. Yattaman riesce ad arrivare sull'Himalaya e trovata la grotta capisce cos'è successo e si getta all'inseguimento di Drombo, inseguito a loro volta dall'uomo delle nevi che cadendo provoca una valanga. Inizia la battaglia e i cattivi hanno momentaneamente la meglio fino a quando non interviene Yatta Can con i suoi mini coccodrilli-robot. Alla fine si scopre che Doghigong è amico delle uomo ferito e il braccialetto era l'ennesima informazione falsa. |                   |          |
| 9   | L'amico Tarzan 「アフリシャ探検だコロン」 - afurisha tanken da koron | 26 febbraio 1977  | 1983     |
| 9   | Ganchan e Janet accudiscono un cucciolo di cane trovatello quando Tonzura, spuntato fuori da un tubo, lo prende con la scusa di accudirlo. In realtà lo sta portando da miss Dronio che col pretesto di gestire un negozio di animali, sta organizzando l'ennesima truffa. Il dottor Docrobei gli spedisce un piccione viaggiatore con il quali informa il trio Dronio, dicendogli che la pietra si trova in Africa. E così, il trio, raggiunge la savana sul robot-maiale. Anche Yattaman giungono nel continente nero, perché Boiakki era convinto che il boss Docrobei fosse in realtà Ganchan. Nel frattempo il trio si imbatte in un gruppo di cacciatori e chiede loro informazioni sulla pietra, questi ultimi gli dicono che hanno dei problemi causati da Tarzan. Allora miss Dronio cerca di catturarlo perché pensa che la pietra sia in suo possesso. I nostri eroi decidono di aiutarlo. Anche questa battaglia è persa, la pietra non si trovava in Africa e il trio è punito anche sta volta. |                   |          |
| 10  | Il mostro del lago 「ナス湖のナッシーだコロン」 - nasu mizūmi no nasshi da koron | 5 marzo 1977      | 1983     |
| 10  | Mentre Boiakki e Tonzura riciclano vecchie ferraglie per assemblare il loro robot, Miss Dronio riesce a dirottare un aereo fingendosi un'addetta della torre di controllo, convincendo però i passeggeri a gettarsi col paracadute. Nel laboratorio di giocattoli del padre, Ganchan segue il telegiornale e viene a sapere del dirottamento. Insieme a Janet si reca sul posto e scopre che si tratta del laboratorio di Dronio. Infiltrandosi dentro uno scatolone, riescono a scoprire che il dottor Dokrobei vuole spedire il trio Dronio in Scozia, e più precisamente a Loch Ness dove nel lago dovrebbe trovarsi il frammento della Dokrostone. Non appena il famigerato trio giunge al lago, vi trova il cucciolo di Nessie e decide di rapirlo per chiedere in riscatto la pietra. Yattaman e Yatta Can decidono di aiutarlo. Nel frattempo, dal lago, riemerge Nessie e il trio libera il cucciolo per potere entrare indisturbato nel lago. Ma una volta immersi con robot-subacqueo trovano un trono di pietra con al centro un frammento sospetto, quindi lo recuperano con l'aspiratore e riemersi si imbattono nei nostri eroi. La battaglia è vinta ancora (con l'aiuto di robot-puzzole), il trio è sconfitto e la pietra recuperata, ma presto si scopre che in realtà era un amuleto usato da una popolazione primitiva che intendeva tenersi buono il mostro da eventuali attacchi. |                   |          |
| 11  | Il triangolo misterioso 「ナゾの三角領域だコロン」 - nazo no sankaku ryōiki da koron | 12 marzo 1977     | 1983     |
| 11  | Il trio Drombo, travestiti da operai edili, mette a segno l'ennesima truffa e questa volta parte alla volta del "Triangolo Misterioso" (parodia del Triangolo delle Bermuda) dove pare ci sia un passaggio per la Quarta Dimensione. Giunti sull'isola, trovano una bimba disperata perché il fratello maggiore è sparito dopo essersi messo alla ricerca di una misteriosa preda; il trio allora decide di "aiutarla". Entranti anche loro nel portale, finiscono prima nell'epoca dei pirati e poi nella preistoria dove trovano il fratello della piccola che sta fuggendo da un dinosauro. Il mostro è messo al tappeto dal robot-costruttore e Tonzura recupera la pietra lasciata dal dinosauro. Paolo, il fratello di Claudia, si oppone, ma il trio ha la vinta e fugge nel portale. A questo punto entrano in scena Yattaman e Yatta Can che danno la caccia ai malviventi iniziando lo scontro. Vinta anche questa battaglia, si scopre che la pietra altri non era che un fossile del Paleolitico. Il superbo Dokrobei, comunque, non rinuncia a punire l'ignaro trio. |                   |          |
| 12  | L'isola di ferragosto 「トースター島の秘密だコロン」 - tosuta shima no himitsu da koron | 19 marzo 1977     | 1983     |
| 12  | In un negozio d'orologi fasullo, il nostro trio inganna ignari avventori sostituendo orologi falsi in cambio di quelli veri per rubare loro gli ingranaggi necessari alla costruzione del robot-sveglia. Gancha e Jabet, insospettiti dall'annuncio pubblicitario, decidono di indagare. Nel frattempo, da un orologio a cucù, Dokrobei invia le nuove istruzioni : la famigerata pietra si trova tra le statue dell'Isola di Ferragosto (la parodia dell'Isola di Pasqua) che si trova nel Pacifico del Sud. Anche i nostri eroi, naturalmente, decidono di partire con Yattacan. Arrivato sul posto, Ganchan cade in trappola e viene catturato da un gruppo di allevatori di pecore che teme che degli estranei rubino loro il gregge. Il capo villaggio si imbatte nel trio e Miss Dronio, col suo fascino, convince l'uomo a farsi aiutare. L'uomo li conduce ad un'altura dove svettano le statue dalla testa gigante (Moai) e tra di ce n'è una diversa dalle altre. Boiakki si arrampica su di essa e premendone il naso, mentre gli allevatori si riuniscono in cerchio per invocare gli spiriti, si scopre che essa è un robot simile a un Golem. Frattanto la nipote del capo villaggio libera Ganchan perché sente che è innocente, e insieme a Janet raggiunge Dronio e co. sul campo di battaglia. Come al solto il trio ha inizialmente la meglio su Yattacam che comunque si riprende grazie al tonico lanciatogli da Ganchan e con l'aiuto di micro robot-ippopotami distrugge il robot-sveglia di Drombo e la battaglia è vinta. Nonostante l'ennesima indicazione sbagliata, Dokrobei non rinuncia alla punizione quotidiana. |                   |          |
| 13  | Le favolose Amazzoni 「びっくりアマゾメスだコロン」 - bikkuri amazomesu da koron | 26 marzo 1977     | 1983     |
| 13  | È il compleanno di Janet e Ganchan decide di farle un regalo. Casualmente scorge un negozio di borse e scopre che si tratta dell'ennesima copertura del trio; viene a sapere che la nuova destinazione dei cattivi è l'isola di El Dorado. Il trio Dronio, giunti sul posto, si imbatte nelle leggendarie Amazzoni che gli intimano di abbandonare la giungla perché teme che gli estranei (specialmente gli uomini) le vogliano derubare dei loro tesori. Dronio e Boiakki, travestiti da donne, si intrufolano nel villaggio dove la regina sta festeggiando il compleanno in attesa che si completi il rituale che le permetterà di entrare in possesso del tesoro. I due sono però scoperti e mentre stanno per essere catturati, sono salvati da Tonzura che sbuca del terreno dentro il robot-borsa. La frittata è capovolta e la regina delle Amazzoni viene rapita a sua volta, ma in suo soccorso giungono i nostri eroi Yattaman e Yattacan. Questa volta il trio Dronio è battuto da delle micro formiche robot e punito per l'ennesima volta per colpe che non hanno; infatti si scopre che il famoso tesoro delle Amazzoni, non è altro che una scultura raffigurante un uomo e una donna che si amano. |                   |          |
| 14  | Il grande ladro 「大怪盗ドンパンだコロン」 - dai kaitō donpan da koron | 2 aprile 1977     | 1983     |
| 14  | Nel loro lavoratorio segreto, Ganchan e Robi-robi stanno lavorando alacremente nella creazione di Yatta Pellicano, un valido aiutante per Yattacan che sta avendo difficoltà negli ultimi combattimenti. Nel frattempo in una finta gioielleria in città, il trio Dronio sta imbrogliando clienti facoltosi con un'asta fasulla per rubarli il denaro necessario alla costruzione del loro robot-gioiello. Janet, intanto, è in compagnia della madre che ha bisogno di un gioielliere per ripararle l'anello. Ma la ragazza si accorge della nuova base del trio e decide di indagare; scopre così che la prossima destinazione del trio è il museo nazionale di Parigi. Ganchan ha appena terminato la costruzione dello Yatta Pellicano e avvisato dalla amica la raggiunge per recarsi sul posto. Intanto al museo, c'è già il famoso ladro Don Pann che ha anticipato tutti. Yattaman si intrufola nel museo e viene catturato da un pittoresco poliziotto tedesco di nome Nekorombo (la parodia del detective Colombo che li mette momentaneamente fuori causa proprio quando in un'altra stanza Don Pann si traveste da Boiakki e riesce a rubare la presunta preda; Yatta Pellicano entra in azione e il trio Dronio cerca di sfruttare l'occasione attaccando Yattaman. Yatta Pellicano subisce un danno alla ruota e Ganchan gli getta un tonico a forma di aringa e, similmente a Yatta Can, lancia il contrattacco distruggendo il robot-gioiello con dei micro robot-falchi. Anche Don Pann è catturato, ma fortunatamente, il trio riesce a recuperare la pietra e a consegnarla a Dokrobei, che nonostante tutto, li punisce solo per divertirsi. |                   |          |
| 15  | La piccola Pessy 「ナイプスの少女だコロン」 - naipusu no shōjo da koron | 9 aprile 1977     | 1983     |
| 15  | È una bella giornata soleggiata e i nostri eroi, Ganchan e Janet in compagnia di Robi-robi, approfittano per fare un pic-nic in campagna quando a un certo punto s'accorgono di un'accalcarsi di gente attorno ad una misteriosa cowgirl (che altri non è che la nostra bella Miss Dronio. La lestofante sta vendendo del latte mungendolo da una strana mucca, che presto si rivelerà essere un travestimento dove Boiakki e Tonzura si nascondono con dei barili di latte che Dronio munge dalle finte mammelle. Giunti al nascondiglio, il trio è intento a contare il denaro e tra le monete ce n'è una con l'inconfondibile teschio rosso di Dokrobei che li informa sulla nuova missione. Il trio, a bordo di un robot-mungitore si reca quindi sulle Alpi svizzere in cerca della piccola Pessy (la parodia di Heidi) che dovrebbe essere in possesso della pietra Dokrostone; i nostri eroi, a bordo di Yatta Pellicano, si gettano alle loro calcagna. I tre, arrivano sulle montagne e trovano una bimba triste perché rimproverata dal nonno e senza tanti complimenti si intrufolano in casa senza trovare niente. Subdolamente convincono la piccola a portarli dal nonno che sembrerebbe essere in possesso della pietra che dovrebbe nascondere in un mulino. Effettivamente, nel mulino, c'è una pietra che l'anziano usa come macina, e i lestofanti, dopo aver picchiato il nonno, stanno per impossessarsene quando Yattaman arriva giusto in tempo per impedirglielo. Questa volta, però, le mini macchine di Yatta Pellicano non funzionano perché sciolte dall'acido del robot-mungitore, ma la vittoria arriderà ancora una volta ai nostri eroi, perché Yatta Pellicano, con un ventilatore nascosto nel becco, riuscirà a capovolgere la situazione indirizzando l'acido verso Dronio. Alla fine si scoprirà che la pietra era davvero una macina. |                   |          |
| 16  | La regina di Yametai 「ヤメタイコクの女王だコロン」 - yametaikoku no joō da koron | 16 aprile 1977    | 1983     |
| 16  | Un misterioso ladro di nome Roki si aggira furtivo per le strade della città, intanto in un tempio, i nostri cattivi ricevono un messaggio di Dokrobei tramite una radio antica. Infatti la pietra pare si trovi nella terra dello Yametai custodito tra i mitici tesori della regina; Roki e Robi-Robi hanno ascoltato tutto, ma se il primo ha intenzione di impossessarsene il secondo corre ad avvisare Ganchan e Janet. Nel frattempo il robot-grammofono è pronto e si può partire, ma Roki, travestito da Dokrobei convince il trio a guidarli nella spedizione. Yattaman anticipa tutti, ma le guardie del tempio li arrestano e li conducono da un anziano custode che altri non è che il tutore di una bambina triste che non ha amici. Robi-robi riesce ad entrare nella cameretta della piccola e a farla scappare, ma cade nel giardino della casa. La bambina riesce a fuggire e casualmente raggiunge Yattaman e il duo si fa sapere dove si trova la pietra, ma la stanza dove è situata e chiusa a chiave e la bimba non sa dove si trova. Boiakki e Tonzura, nascosti dietro un cespuglio, riescono a rubare la collana della bimba (che in realtà era la chiave), ma Yattacan arriva in soccorso. La bimba è salva e naturalmente la pietra non si trova lì. Dokrobei smaschera Roki e il trio Dronio lo insegue per dargli una lezione, ma saranno puniti tutti quanti. |                   |          |
| 17  | I favolosi Beatliz 「ビートラズは歌うだコロン」 - bitorazu ha utau da koron | 23 aprile 1977    | 1983     |
| 17  | In città c'è fermento per l'arrivo di un noto gruppo rock (la parodia dei Beatles) e il trio Dronio sta tenendo delle false audizioni, fintanto che il dottor Dokrobei che li indirizza nel Regno Unito, perché, a suo dire, la pietra si troverebbe nel palazzo reale di Sua Maestà la regina Elisabetta II. Arrivati in Europa su un bizzarro robot dalle sembianze di una donna intenta a dimagrire, i tre vengono a sapere che la famosa band si esibirà proprio a palazzo reale e ne colgono la palla al balzo. Nel frattempo il duo Yattaman con Robi-robi e Yatta Pellicano, giungono anche loro in Inghilterra e atterrano proprio nella piazza in cui i Beatliz stanno firmando autografi alle fans, ma si rifiutano di accontentare una povera ragazza che viene scacciata in malomodo. Ganchan corre in soccorso e viene a sapere che la band è attesa dalla regina. Ma la band, invece di esibirsi, si trova legata ed imbavagliata in uno sgabuzzino e Drombo ha preso il loro posto. Dronio, Boiakki e Tonzura cominciano a cantare, ma vengono subito scoperti anche perché sulla scena irrompono i veri Beatliz liberati da Yattaman. Allora il trio si fionda in giardino alla ricerca della pietra, ma presto si scoprirà che si tratta dell'ennesimo falso. Nonostante tutto, il trio non rinuncia a cercare la pietra e Yattam è pronto a dargli una lezione. |                   |          |
| 18  | Ricerche allo zoo 「赤ちゃんパンダが生まれるコロン」 - akachan panda ga umare ru koron | 30 aprile 1977    | 1983     |
| 18  | In un vicino zoo il custode degli animali accudisce un panda e la figlioletta Susanna, ingelosita perché trascurata, libera l'animale provocando l'ira del padre. In quel momento intervengono gli Yattaman giunti lì su Yatta Can, che vengono a sapere dall'uomo dei ritrovamenti di misteriose pietre in un sito vicino. Il trio Drombo (che ha costruito il proprio robot imbrogliando i clienti con dei cibi spazzatura) appostato in un cespuglio approfitta dell'informazione e si dirige sul posto. Arrivati nella giungla cominciano lo scontro con Yattaman che nel frattempo era alla ricerca del panda. Il panda viene salvato e riportato da padre e figlia, la pietra era il solito falso e il trio viene di nuovo punito. |                   |          |
| 19  | Spedizione sulle Alpi 「ああ！フンバルジャンでコロン」 - aa! funbarujan de koron | 7 maggio 1977     | 1983     |
| 19  | L'obiettivo odierno della nostra simpatica gang è la zecca dove il trio, travestito da guardie giurate, cerca di rubare quanto più denaro possibile per mollare il misterioso Dokrobei e la sua ossessione; ma i nostri amici, Ganchan, Janet e Robi-Robi sono pronti ad indagare. Intanto, nel loro rifugio, il trio sta progettando come spendere al meglio il denaro, ma proprio in quel momento irrompe Dokrobei che glielo sottrae e li costringe a partire per le Alpi. Il duo Yattaman, Robi-robi e Yattapellicano, arrivati sulle Alpi prima del trio, si imbattono in uomo che sta fuggendo dalla polizia solamente perché ha rubato una panino per sfamare una povera bimba malata (la parodia de I Miserabili di Victor Hugo). Intanto uno svogliato e demotivato trio giunge in una villa (dove pare ci sia la Dokrostone), ma sono circondati proprio dal commissario che sta dando la caccia all'uomo che proprio in quel momento sta fuggendo dalla chiesa dove ha rubato un prezioso candelabro che poggia su un curioso piedistallo di pietra. Un frate che passava da quelle parti difende l'uomo e nel parapiglia il trio Dronio individua il piedistallo ed è pronto all'azione, quando proprio in quel momento sopraggiunge il duo Yattaman e lo scontro può cominciare. La pietra, come sempre, era un falso, ma l'uomo riesce a curare la bimba malata. |                   |          |
| 20  | I gangster 「暗黒街のカッポレだコロン」 - ankokugai no kappore da koron | 14 maggio 1977    | 1983     |
| 20  | Per costruire il nuovo robot, i membri del trio Drombo si fingono stilisti ma in realtà gli abiti sono di carta. L'imbroglio viene subito svelato ed uno dei clienti truffati passa proprio davanti al negozio di giocattoli di Ganchan e Janet, che quindi vengono subito a sapere dei movimenti del trio che, nel frattempo, ha ricevuto ordini da Docrobei di recarsi a Chicago, perché lì la pietra Docrostone sarebbe custodita da una banda di gangster in lotta contro un'altra famiglia. La due famiglie in questione sono la gang di Al Capone e quella di Don Pachino; il trio sorteggia dove andare e quindi irrompe nello studio di Al Capone e, trovata la cassa forte, la aprono e vi trovano soldi e gioielli. In quel momento vengono scoperti da James, un ragazzo per bene che comunque vuole entrare nella famiglia, che corre ad avvisare il boss. Presto il trio scoprirà che la pietra la conserva Don Pachino. Nel frattempo gli Yattaman incontrano la ragazza di James in un parco, afflitta per la sua sorte. Mentre i due boss si stanno sfidando alla morra cinese per il predominio di Chicago, Miss Dronio scassina la cassa forte di Don Pachino, ma qui trovano una caramella gigante che a prima vista sembra essere proprio la Pietra. Non resta altro che fuggire, ma in quel momento arrivano Yattaman e Yattapellicano e la battaglia ha inizio. Tutti i malviventi sono arrestati e James torna insieme con Maria (la ragazza del parco) chiedendole perdono e giurando di mettere la testa a posto. |                   |          |
| 21  | Il grande Red 「燃えよ！レッドスリーだコロン」 - moe yo! reddosuri da koron | 21 maggio 1977    |          |
| 22  | I tesori di Naibabà 「ナイババの宝だコロン」 - naibaba no takara da koron | 28 maggio 1977    |          |
| 23  | Il gatto Puffetto 「フラダースの猫だコロン」 - furadasu no neko da koron | 4 giugno 1977     |          |
| 24  | Vinca il migliore 「ナイチンガールは天使だコロン」 - naichingaru ha tenshi da koron | 11 giugno 1977    |          |
| 25  | L'uomo della pianura 「ナゼカ平原の宇宙人だコロン」 - nazeka heigen no uchūjin da koron | 18 giugno 1977    |          |
| 26  | Il mistero della donna lupo 「狼女がやって来たコロン」 - ookamionna gayatte kita koron | 25 giugno 1977    |          |
| 27  | Avventura sottoterra 「地底国の大冒険だコロン」 - chitei kuni no daibōken da koron | 2 luglio 1977     |          |
| 28  | La principessa sulla Luna 「月世界のかぐや姫だコロン」 - tsukisekai nokaguya hime da koron | 9 luglio 1977     |          |
| 29  | Viaggio a Tequila City 「ソーケー牧場の決闘だコロン」 - soke bokujō no kettō da koron | 16 luglio 1977    |          |
| 30  | L'isola di King Kong 「キングモングの島だコロン」 - kingumongu no shima da koron | 23 luglio 1977    |          |
| 31  | L'isola di Robinson Crusoe 「ドビンソン・クロースルだコロン」 - dobinson. kurosuru da koron | 30 luglio 1977    |          |
| 32  | Spedizione al Polo Sud 「南極点のドクロだコロン」 - nankyoku ten no dokuro da koron | 6 agosto 1977     |          |
| 33  | Il detective 「モーロック・オームズだコロン」 - morokku. omuzu da koron | 13 agosto 1977    |          |
| 34  | L'isola del diavolo 「謎のヘンクツ王だコロン」 - nazo no henkutsu ō da koron | 20 agosto 1977    |          |
| 35  | Avventure sottomarine 「海底ほとほとマイルだコロン」 - kaitei hotohoto mairu da koron | 27 agosto 1977    |          |
| 36  | La crudele Carmen 「ハルメン カスバに帰るだコロン」 - harumen kasuba ni kaeru da koron | 3 settembre 1977  |          |
| 37  | Una questione poco pulita 「ケチスの商人だコロン」 - kechisu no shōnin da koron | 10 settembre 1977 |          |
| 38  | Viaggio nel tempo 「忍者サスケは男だコロン」 - ninja sasuke ha otoko da koron | 17 settembre 1977 |          |
| 39  | L'esorcista 「エカコシストだコロン」 - ekakoshisuto da koron | 24 settembre 1977 |          |
| 40  | La coppa Billy Boop 「ブーブルースのカップだコロン」 - buburusu no kappu da koron | 1º ottobre 1977   |          |
| 41  | La storia di Pannocchio 「ピノッキンは良い子だコロン」 - pinokkin ha yoi ko da koron | 8 ottobre 1977    |          |
| 42  | Terrore sulla Freccia Azzurra 「国際列車パニックだコロン」 - kokusairessha panikku da koron | 15 ottobre 1977   |          |
| 43  | Il mago 「白鳥の王子だコロン」 - hakuchō no ōji da koron | 22 ottobre 1977   |          |
| 44  | I tre moschettieri 「ドロンボー三銃士だコロン」 - doronbo sanjūshi da koron | 29 ottobre 1977   |          |
| 45  | La Donna delle Nevi 「雪女の秘密だコロン」 - yukionna no himitsu da koron | 5 novembre 1977   |          |
| 46  | Il coraggioso Jam Tell 「アイアムテルは勇者だコロン」 - aiamuteru ha yūsha da koron | 12 novembre 1977  |          |
| 47  | Una strana avventura 「家あり子の冒険だコロン」 - ie ari ko no bōken da koron | 19 novembre 1977  |          |
| 48  | La gara 「死のレースに挑戦だコロン」 - shino resu ni chōsen da koron | 26 novembre 1977  |          |
| 49  | Il bandito buono 「オニエ山のスッテン童子だコロン」 - onie yama no sutten dōji da koron | 3 dicembre 1977   |          |
| 50  | L'isola degli orchi 「柿太郎の鬼退治だコロン」 - kaki tarō no oni taiji da koron | 10 dicembre 1977  |          |
| 51  | Il ranocchio parlante 「カエルの王子様だコロン」 - kaeru no ōjisama da koron | 17 dicembre 1977  |          |
| 52  | Gilber il pirata 「海賊船長ジルバーだコロン」 - kaizokusen chō jiruba da koron | 24 dicembre 1977  |          |
| 53  | Il potente buono 「怪人ヒネクレスだコロン」 - kaijin hinekuresu da koron | 31 dicembre 1977  |          |
| 54  | La balena rossa 「赤鯨を狙えだコロン」 - aka kujira wo nerae da koron | 7 gennaio 1978    |          |
| 55  | Il duello 「カン流島の大決闘だコロン」 - kan ryū shima no dai kettō da koron | 14 gennaio 1978   |          |
| 56  | Il grande incontro 「ピンクペアのベルトだコロン」 - pinkupea no beruto da koron | 21 gennaio 1978   |          |
| 57  | I folletti Kappa-River 「カッパ河原の決戦だコロン」 - kappa kawara no kessen da koron | 28 gennaio 1978   |          |
| 58  | La corsa del Macao 「舌切りインコだコロン」 - shita kiri inko da koron | 4 febbraio 1978   |          |
| 59  | Il divo del cinema 「ボケトルマン参上だコロン」 - boketoruman sanjō da koron | 11 febbraio 1978  |          |
| 60  | Fratello e sorella 「アタランデスの海坊主だコロン」 - atarandesu no umi bōzu da koron | 18 febbraio 1978  |          |
| 61  | I mostri marini 「マンジュとスシ王だコロン」 - manju to sushi ō da koron | 25 febbraio 1978  |          |
| 62  | La scimmia volante 「空飛ぶ孫六空だコロン」 - kūhi bu mago roku sora da koron | 4 marzo 1978      |          |
| 63  | Agenzia di spedizioni 「イヤミ重太郎だコロン」 - iyami jū tarō da koron | 11 marzo 1978     |          |
| 64  | Viaggio nello spazio 「タコの惑星だコロン」 - tako no wakusei da koron | 18 marzo 1978     |          |
| 65  | Il diavolo di Rashomon Gate 「らしょう門の鬼だコロン」 - rashō mon no oni da koron | 25 marzo 1978     |          |
| 66  | L'eruzione del vulcano 「ハレマンジャロの大爆発だコロン」 - haremanjaro no daibakuhatsu da koron | 1º aprile 1978    |          |
| 67  | Come imparare la scherma 「剣道一直線だコロン」 - kendō icchokusen da koron | 8 aprile 1978     |          |
| 68  | La regina delle nevi 「雪の女王だコロン」 - yuki no joō da koron | 15 aprile 1978    |          |
| 69  | La conquista del monte Maborost 「マボロスト山征服だコロン」 - maborosuto yama seifuku da koron | 22 aprile 1978    |          |
| 70  | L'elmetto di pietra 「くらい山のひよ若丸だコロン」 - kurai yama nohiyo jaku maru da koron | 29 aprile 1978    |          |
| 71  | Il vaso di legno 「泣き虫鉢かぶり姫だコロン」 - naki mushi hachi kaburi hime da koron | 6 maggio 1978     |          |
| 72  | La bella addormentata 「ネムール森の美女だコロン」 - nemuru mori no bijo da koron | 12 maggio 1978    |          |
| 73  | Il bagno bollente 「釜ゆでゴエモンだコロン」 - kama yude goemon da koron | 19 maggio 1978    |          |
| 74  | Viaggio nell'Impero romano 「ハシレメドスの友情だコロン」 - hashiremedosu no yūjō da koron | 26 maggio 1978    |          |
| 75  | Un'antica arte marziale 「忍術ジライヤだコロン」 - ninjutsu jiraiya da koron | 3 giugno 1978     |          |
| 76  | Duello nella Via Lattea 「天の川の決闘だコロン」 - ten no kawa no kettō da koron | 10 giugno 1978    |          |
| 77  | La venditrice di lampade 「銅仮面だコロン」 - dō kamen da koron | 17 giugno 1978    |          |
| 78  | La maschera di bronzo 「ランプ売りの少女だコロン」 - ranpu uri no shōjo da koron | 24 giugno 1978    |          |
| 79  | Il mago di Guz 「グズの魔法使いだコロン」 - guzu no mahōtsukai da koron | 1º luglio 1978    |          |
| 80  | La storia di Satomi 「サトミ三犬伝」 - satomi san inu den | 8 luglio 1978     |          |
| 81  | L'artista mediocre 「凡才画家ゴーマンだコロン」 - bonsai gaka goman da koron | 15 luglio 1978    |          |
| 82  | Il samurai 「塚原ボケ伝だコロン」 - tsukahara boke den da koron | 22 luglio 1978    |          |
| 83  | La grande muraglia 「半里の長城だコロン」 - han sato no chōjō da koron | 29 luglio 1978    |          |
| 84  | Il gladiatore Spartaos 「勇士スパルタオスだコロン」 - yūshi suparutaosu da koron | 5 agosto 1978     |          |
| 85  | La principessa Sirena 「人魚姫だコロン」 - ningyohime da koron | 19 agosto 1978    |          |
| 86  | La giovane guerriera 「ジャンダックは聖女だコロン」 - jandakku ha seijo da koron | 26 agosto 1978    |          |
| 87  | La lampada magica 「アラランの魔法のランプだコロン」 - araran no mahō no ranpu da koron | 2 settembre 1978  |          |
| 88  | Rann dai capelli rossi 「赤毛のランだコロン」 - akage no ran da koron | 9 settembre 1978  |          |
| 89  | Il cavaliere coraggioso 「ノンキホーテだコロン」 - nonkihote da koron | 16 settembre 1978 |          |
| 90  | Il nuovo continente 「コロンボスの珍大陸だコロン」 - koronbosu no chin tairiku da koron | 23 settembre 1978 |          |
| 91  | Lo spirito malvagio 「わらしべノン太だコロン」 - warashibe non ta da koron | 30 settembre 1978 |          |
| 92  | Sogno di una notte di primavera 「春の夜の夢だコロン」 - haru no yoru no yume da koron | 7 ottobre 1978    |          |
| 93  | Un valoroso guerriero 「あっぱれトマトコケルだコロン」 - appare tomatokokeru da koron | 14 ottobre 1978   |          |
| 94  | I fratelli Left 「レフト兄弟だコロン」 - refuto kyōdai da koron | 21 ottobre 1978   |          |
| 95  | La regina del Negitto 「ユメノバトラだコロン」 - yumenobatora da koron | 28 ottobre 1978   |          |
| 96  | Un airone bianco 「タザギの恩返しだコロン」 - tazagi no ongaeshi da koron | 4 novembre 1978   |          |
| 97  | Il tempio di Bunbuku 「ぶんぶくお釜だコロン」 - bunbukuo kama da koron | 11 novembre 1978  |          |
| 98  | Il cane Lucky 「迷犬ラッキーだコロン」 - meiken rakki da koron | 18 novembre 1978  |          |
| 99  | La spada del re 「アーサー王の剣だコロン」 - asa ō no tsurugi da koron | 25 novembre 1978  |          |
| 100 | Angel e Gretel 「エンゼルとグレートルだコロン」 - enzeru to guretoru da koron | 2 dicembre 1978   |          |
| 101 | Alessandro il Grande 「アレスサンダー大王だコロン」 - aresusanda daiō da koron | 9 dicembre 1978   |          |
| 102 | Il presidente Yashington 「ヤシントン大統領だコロン」 - yashinton daitōryō da koron | 16 dicembre 1978  |          |
| 103 | Il dottor Schpeizer 「シッパイツアーだコロン」 - shippaitsua da koron | 23 dicembre 1978  |          |
| 104 | Il regno di Fritten 「イヤ王だコロン」 - iya ō da koron | 30 dicembre 1978  |          |
| 105 | Il dottor Collector 「コレクター博士だコロン」 - korekuta hakase da koron | 6 gennaio 1979    |          |
| 106 | Il ragazzo modello 「二宮銀次郎だコロン」 - ninomiya ginji rō da koron | 13 gennaio 1979   |          |
| 107 | La grande invenzione 「ドジソンの大発明だコロン」 - dojison no daihatsumei da koron | 20 gennaio 1979   |          |
| 108 | La battaglia di Awaterloo 「アワテルローの戦いだコロン」 - awateruro no tatakai da koron | 27 gennaio 1979   |          |

## Nuova serie - 2008
Ogni episodio in italiano ha fino a tre titoli diversi a seconda della versione visionata:
- I titoli che finiscono con "KORON!" sono quelli usati nella versione sottotitolata (trasmessa su Man-ga tra il 2015 e il 2016)
- I titoli che finiscono con "ecco!" sono quelli della "Vintage Edition" (edizione alternativa dei primi quattro episodi trasmessa su Man-ga due volte, ad agosto 2016 e ad agosto 2017)
- I titoli che finiscono con "punto!" "punto esclamativo!" o "punto interrogativo?" (con una singola eccezione per l'episodio 22) sono quelli usati nel doppiaggio (distribuito su Prime Video nel 2022)

| Nº Ja | Nº It | Titolo italiano Giapponese 「Kanji」 - Rōmaji | In onda           | In onda           |
| Nº Ja | Nº It | Titolo italiano Giapponese 「Kanji」 - Rōmaji | Giapponese        | Italiano          |
| 1     | 1     | Gli Yattaman sono nati, KORON! / Yattaman entra in azione, ecco! / Yattaman entra in azione, punto! 「ヤッターマン 誕生だコロン！」 - yattaaman tanjō da koron!                                            | 14 gennaio 2008   | 16 maggio 2022    |
| 2     | 2     | Il re dei takoyaki di Osaka è deciso, KORON! / Mister Takoyaki, ecco! / Sfida all'ultimo Takoyaki, punto! 「ナニワのたこ焼王決定だコロン！」 - naniwa notako yaki ō kettei da koron!                       | 21 gennaio 2008   | 16 maggio 2022    |
| 3     | -     | 「バカデミー賞を獲るのだコロン！」 - bakademii shō wo kaku runoda koron! | 28 gennaio 2008   | inedito           |
| 4     | 3     | Il festival della neve, ecco! / A un passo dal cielo, punto! 「北の国キャラ2008だコロン！」 - kita no kuni kyara 2008 da koron!                                                                            | 4 febbraio 2008   | 16 maggio 2022    |
| 5     | -     | 「王子とチョコレート城だコロン！」 - ōji to chokoreuto shiro da koron! | 11 febbraio 2008  | inedito           |
| 6     | 4     | La stilista ecologica, ecco! / Avventura nella capitale dei fiori, punto! 「花の都のファッションだコロン！」 - hana no miyako no fasshon da koron!                                                         | 18 febbraio 2008  | 23 maggio 2022    |
| 7     | 5     | La dura vita delle celebrità, punto! 「セレブ姉妹もつらいよだコロン！」 - serebu shimai motsuraiyoda koron!                                                                                                | 25 febbraio 2008  | 23 maggio 2022    |
| 8     | 6     | Intrusione a Odaiba TV, KORON! / L'incantevole Yokoron, punto! 「おだいばテレビに潜入だコロン！」 - odaiba terebi ni sennyū da koron!                                                                      | 3 marzo 2008      | 23 maggio 2022    |
| 9     | 7     | La maledizione di Otankhamen, punto! 「オタンカーメンの呪いだコロン！」 - otankaamen no noroi da koron! | 10 marzo 2008     | 30 maggio 2022    |
| 10    | 8     | Il dramma dei Taiga Drama, punto! 「タイガードラマーアツヒメだコロン！」 - taigaadoramaa atsuhime da koron!                                                                                                | 17 marzo 2008     | 30 maggio 2022    |
| 11    | 9     | La signora Dronjo ha raggiunto quell'età, KORON! / È primavera, signora Doronjo, punto! 「ドロンジョ様はお年頃だコロン！」 - doronjo sama hao nengoro da koron!                                            | 14 aprile 2008    | 30 maggio 2022    |
| 12    | 10    | Viva Las Vegas, punto! 「オモッチャマ危機一髪だコロン！」 - omocchama kikiippatsu da koron! | 28 aprile 2008    | 6 giugno 2022     |
| 13    | 12*   | Il carisma a Linea Sugamo, KORON! / La nonnina carismatica, punto! 「ぶらり巣鴨のカリスマだコロン！」 - burari sugamo no karisuma da koron!                                                                | 12 maggio 2008    | 13 giugno 2022    |
| 14    | 13    | Arriva Yatta Pelikan, punto esclamativo! 「ヤッターペリカン登場だコロン！」 - yattaaperikan tōjō da koron!                                                                                                 | 19 maggio 2008    | 13 giugno 2022    |
| 15    | 14    | Yatta Can contro Yatta Pelikan, punto! 「ヤッターメカが仲間割れ？だコロン！」 - yattaameka ga nakama ware? da koron!                                                                                       | 16 giugno 2008    | 13 giugno 2022    |
| 16    | 15    | Cercare Goku è un bel daffare, KORON! / Alla ricerca di Son Goku, punto! 「悟空探しはゴクウロウだコロン！」 - gokū sagashi ha gokūrō da koron!                                                             | 23 giugno 2008    | 20 giugno 2022    |
| 17    | 16    | Trovare un tesoro in soffitta non ha prezzo, punto! 「お宝鑑定ならプライスレスだコロン！」 - o takara kantei nara puraisuresu da koron!                                                                    | 30 giugno 2008    | 20 giugno 2022    |
| 18    | 17    | Benvenuti negli anni 50, punto! 「OldDays下町の夕日だコロン！」 - OldDays shitamachi no yūhi da koron! | 7 luglio 2008     | 20 giugno 2022    |
| 19    | -     | 「無人島でブータレキャンプだコロン！」 - mujintō de būtarekyanpu da koron! | 14 luglio 2008    | inedito           |
| 20    | 18    | Tooru sul precipizio, KORON! / Tooru e il bastone ermetico, punto! 「崖っぷちのトールーだコロン！」 - gake ppuchino tōrū da koron!                                                                         | 28 luglio 2008    | 27 giugno 2022    |
| 21    | -     | 「はりきりホッター魔法の宝だコロン！」 - harikiri hottaa mahō no takara da koron! | 4 agosto 2008     | inedito           |
| 22    | 19    | Eroi della prefettura, in azione! 「ご当地ヒーロー大活躍だコロン！」 - go tōchi hiirō daikatsuyaku da koron!                                                                                               | 11 agosto 2008    | 27 giugno 2022    |
| 23    | -     | 「クリスタルスカル発見だコロン！」 - kurisutarusukaru hakken da koron! | 1º settembre 2008 | inedito           |
| 24    | 20    | Le elezioni sono una cosa seria, punto! 「USAの選挙は大接戦だコロン！」 - USA no senkyo ha dai sessen da koron!                                                                                            | 8 settembre 2008  | 27 giugno 2022    |
| 25    | 21    | Yatta Pesce è arrivato, KORON! / Benvenuto Yatta Pesce, punto esclamativo! 「ヤッターアンコウ登場だコロン！」 - yattaa ankō tōjō da koron!                                                                 | 10 novembre 2008  | 4 luglio 2022     |
| 26    | 22    | Il grande raduno dei supercattivi, punto! 「歴代三悪オールスター勢揃いだコロン！」 - rekidai san aku ōrusutaa seizoroi da koron!                                                                           | 24 novembre 2008  | 4 luglio 2022     |
| 27    | 23    | Battaglia decisiva a vecchia Tokyo uno, punto! 「決戦エド・はるみ江戸でグーだコロン！」 - kessen edo. harumi edo de gū da koron!                                                                           | 8 dicembre 2008   | 4 luglio 2022     |
| 28    | 24    | Il Roboscontro di Capodanno, punto esclamativo! 「年末SP紅白メカ合戦は大混乱だコロン！」 - nenmatsu SP kōhaku meka kassen ha daikonran da koron!                                                           | 15 dicembre 2008  | 11 luglio 2022    |
| 29    | 25    | La reginetta di pattinaggio artistico è decisa, KORON! / La reginetta del pattinaggio artistico, punto! 「フィギュアスケート女王決定だコロン！」 - figyuasukeuto joō kettei da koron!                      | 2 febbraio 2009   | 11 luglio 2022    |
| 30    | 26    | Caccia ai cuoricini porcellini, punto! 「バレンタインデーは工場見学だコロン！」 - barentaindeu ha kōjōkengaku da koron!                                                                                    | 9 febbraio 2009   | 11 luglio 2022    |
| 31    | 27    | Una rivale in amore per Ai? KORON! / Una rivale in amore per Ai, punto interrogativo? 「アイちゃんに恋のライバル？だコロン！」 - ai channi koi no raibaru? da koron!                                       | 16 febbraio 2009  | 18 luglio 2022    |
| 32    | 28    | Cronaca?! Ventiquattrore attaccati ai Drombo, KORON! / Ventiquattr'ore da eroi... e da cattivi, punto! 「実録!?ドロンボー密着24時だコロン！」 - jitsuroku!? doronbō micchaku 24 toki da koron!             | 23 febbraio 2009  | 18 luglio 2022    |
| 33    | 29    | Sentite un po' qua! Osaka la capitale? KORON! / Avventura ad Osaka, punto esclamativo! 「なんでやねん！大阪が首都？だコロン！」 - nandeyanen! oosaka ga shuto? da koron!                                   | 2 marzo 2009      | 18 luglio 2022    |
| 34    | 30    | Impossibile! Boyakki si ritira? KORON! / Ritorno ad Aitsuwakamatsu, punto! 「うそっ！ボヤッキーが引退？だコロン！」 - usotsu! boyakkii ga intai? da koron!                                                 | 9 marzo 2009      | 25 luglio 2022    |
| 35    | 31    | Addio Drombo, finalmente sciolti, KORON! / Alla ricerca dell'ultimo Dokuro Ring, punto! 「さらばドロンボーついに解散だコロン！」 - saraba doronbō tsuini kaisan da koron!                                  | 16 marzo 2009     | 25 luglio 2022    |
| 36    | 32    | Mobilitazione d'emergenza! Yatta Balena, KORON! / Yatta Rhincodon entra in azione, punto! 「緊急出動！ヤッタージンベエだコロン！」 - kinkyū shutsudō! yattaajinbee da koron!                               | 23 marzo 2009     | 25 luglio 2022    |
| 37    | 33    | Dokubon e la caccia allo Yeti, punto! 「ドクボンのヒマラヤ探検だコロン！」 - dokubon no himaraya tanken da koron!                                                                                          | 30 marzo 2009     | 1 agosto 2022     |
| 38    | 34    | I misteriosi Dokuro Ring Hunter, punto! 「新たなる敵ドクロリングハンターだコロン！」 - arata naru teki dokuroringuhantaa da koron!                                                                         | 19 aprile 2009    | 1 agosto 2022     |
| 39    | 35    | Sono Yatta Talpa, problemi? Punto interrogativo! 「どうもモグラですが何か？だコロン！」 - dōmo mogura desuga nanika? da koron!                                                                             | 26 aprile 2009    | 1 agosto 2022     |
| 40    | 36    | Anche gli astronauti hanno nostalgia di casa, punto! 「宇宙飛行士はホームシック？だコロン！」 - uchūhikōshi ha hōmushikku? da koron!                                                                       | 3 maggio 2009     | 8 agosto 2022     |
| 41    | 37    | La seconda Dokuhan! Aloha alle Hawaii, KORON! / Il ritorno dei Dokuro Ring Hunter, punto! 「第2のドクハン！ハワイでアロハだコロン！」 - dai 2 no dokuhan! hawai de aroha da koron!                         | 10 maggio 2009    | 8 agosto 2022     |
| 42    | 38    | Guerra sulle offerte al supermercato?! KORON! / Il supermercato è una cosa seria, punto! 「巨大スーパー激安戦争!?だコロン！」 - kyodai sūpaa gekiyasu sensō!? da koron!                                    | 17 maggio 2009    | 8 agosto 2022     |
| 43    | 39    | La battaglia tra il granchio e la scimmia alla competizione sportiva, KORON! / Granchio contro scimmia, la grande sfida , punto! 「運動会でサルカニ合戦だコロン！」 - undōkai de sarukani kassen da koron! | 24 maggio 2009    | 15 agosto 2022    |
| 44    | 40    | Ma quanti ninja ci sono? KORON! / Ninja, ninja... e ancora ninja, punto! 「忍者の数は何人じゃ!?だコロン！」 - ninja no kazu ha nannin ja!? da koron!                                                       | 31 maggio 2009    | 15 agosto 2022    |
| 45    | 41    | I sette dell'hyper rescue, punto! 「七人のハイパーレスキューだコロン！」 - shichinin no haipaaresukyū da koron!                                                                                            | 7 giugno 2009     | 15 agosto 2022    |
| 46    | 42    | I Dorombo, il sumo... e l'amore, punto esclamativo! 「大相撲ドロンボー場所だコロン！」 - oozumō doronbō basho da koron!                                                                                    | 14 giugno 2009    | 22 agosto 2022    |
| 47    | 43    | Click in Australia, KORON! / Avventura in Australia, punto esclamativo! 「オーストラリアでポチッとなだコロン！」 - ōsutoraria de pochitsu tonada koron!                                                    | 21 giugno 2009    | 22 agosto 2022    |
| 48    | 44    | L'enciclopedia degli Yatta Robot, KORON! / L'enciclopedia degli Yatta Robot, punto! 「ヤッターメカ大図鑑だコロン！」 - yattaameka daizukan da koron!                                                       | 28 giugno 2009    | 22 agosto 2022    |
| 49    | 45    | La via lattea che si estende sul deserto, KORON! / La via lattea che si estende sul deserto, punto! 「砂漠にかかる天の川だコロン！」 - sabaku nikakaru ten no kawa da koron                                | 5 luglio 2009     | 29 agosto 2022    |
| 50    | 46    | E il tuo nome sarà Yatta Dragon, punto! 「その名もヤッタードラゴンなり！だコロン！」 - sono mei mo yattadoragon nari! da koron!                                                                            | 12 luglio 2009    | 29 agosto 2022    |
| 51    | 47    | Il contrattacco dei Dokuro Ring Hunter, punto! 「ドクハン！皆既日食でムキムキだコロン！」 - dokuhan! kaikinisshoku de mukimuki da koron!                                                                   | 19 luglio 2009    | 29 agosto 2022    |
| 52    | 48    | Amore, corrida e... grigliate, punto! 「闘牛バトルはモォーレツだコロン！」 - tōgyū batoru ha moōretsu da koron!                                                                                            | 26 luglio 2009    | 5 settembre 2022  |
| 53    | 49    | Badum, la Dea con gli afro, KORON! / Il grande amore di Dokubon, punto! 「ムフッ♥アフロの女神だコロン！」 - mufutsu ♥ afuro no megami da koron!                                                            | 2 agosto 2009     | 5 settembre 2022  |
| 54    | 50    | Horror! Il segreto del buco, KORON! / La maledizione dell'anello nel pozzo, punto! 「ホラ！穴の秘密だコロン！」 - hora! ana no himitsu da koron!                                                           | 9 agosto 2009     | 5 settembre 2022  |
| 55    | 51    | Il matrimonio di Dokubon, punto esclamativo! 「最強ドクハン！アイの運勢急上昇!?だコロン！」 - saikyō dokuhan! ai no unsei kyūjōshō!? da koron!                                                             | 16 agosto 2009    | 12 settembre 2022 |
| 56    | 52    | Espresso notturno Orion... in partenza, punto! 「寝台特急オリオン出発進行だコロン！」 - shindaitokkyū orion shuppatsu shinkō da koron!                                                                     | 23 agosto 2009    | 12 settembre 2022 |
| 57    | 53    | Il regno degli insetti di Mushigoro, KORON! / Il regno degli insetti di Mushigoro, punto! 「ムシゴロウの昆虫王国だコロン！」 - mushigorō no konchū ōkoku da koron!                                         | 6 settembre 2009  | 12 settembre 2022 |
| 58    | 54    | Gli Yatta Robot annientati, KORON! / Caccia all'ultimo Dokuro Ring, punto! 「ヤッターメカ全滅！だコロン！」 - yattaameka zenmetsu! da koron!                                                               | 13 settembre 2009 | 26 settembre 2022 |
| 59    | 55    | La rinascita di Dokurobeh, punto esclamativo! 「ドクロベエ復活だコロン！」 - dokurobee fukkatsu da koron!                                                                                                  | 20 settembre 2009 | 26 settembre 2022 |
| 60    | 56    | Addio, i Drombo si sciolgono per davvero, KORON! / Addio trio Dorombo, punto esclamativo! 「さらばドロンボー 今度こそ解散だコロン！」 - saraba doronbō kondo koso kaisan da koron!                         | 27 settembre 2009 | 26 settembre 2022 |

### Episodi speciali
| Nº Ja | Nº It | Titolo italiano Giapponese 「Kanji」 - Rōmaji | In onda          | In onda       |
| Nº Ja | Nº It | Titolo italiano Giapponese 「Kanji」 - Rōmaji | Giapponese       | Italiano      |
| 12.5  | 11    | Yattaman episodio speciale, parte 1-2 / Special 「今夜限りのドロンボーVSみのもんた! アナタも一緒に脳力対決!!ガッチャマンやマッハ号も登場スペシャルだコロン!」 - konya kagiri no doronbo tai minomonta! anata mo isshoni nouryoku taiketsu! gatchaman ya mahha go mo toujou supesharu da koron! | 5 maggio 2008    | 6 giugno 2022 |
| 25.5  | -     | 「今夜限りのドロンボーVSドロンボー!生瀬·ケンコバ·深キョンにあのヒーローも登場スペシャルだコロン!」 - konya kaigiri no doronbo tai doronbo! namase kenkoba fuka-kyon ni ano hiroo mo toujou supesharu da koron!                                                                                 | 24 novembre 2008 | inedito       |

- L'episodio 11 in italiano corrisponde al 12.5 giapponese,uno speciale